# Первый номер (фильм, 2017)
Первый номер (фр. Numéro une) — франко-бельгийский драматический фильм 2017 года, поставленный режиссером Тони Маршалл с Эммануэль Дево в главной роли.

## Сюжет
Эммануэль Блаше — блестящий инженер, которая сумела подняться по карьерной лестнице и, наконец, вошла в исполнительный комитет своей компании, французского энергетического гиганта. Однажды сеть влиятельных женщин предлагает помочь ей возглавить одну из крупнейших компаний, торгующих на бирже. Это сделает ее первой женщиной, которая будет занимать такую должность.